# Convenção do Conselho da Europa para a Prevenção e o Combate à Violência Contra as Mulheres e a Violência Doméstica
A Convenção do Conselho da Europa para a  Prevenção e o Combate à Violência Contra as Mulheres e a Violência Doméstica ou Convenção de Istambul é uma convenção do Conselho da Europa destinada a combater a violência contra mulheres e a violência doméstica através da prevenção da violência, proteção das vítimas e eliminação da impunidade dos agressores. A convenção foi aberta a assinaturas em 11 de Maio de 2011, em Istambul. A Turquia foi o primeiro país a ratificar a convenção, em 12 de Março de 2012 (e a abandoná-la em Março de 2021), seguido por mais 23 países entre 2013 e 2017: Albânia, Andorra, Áustria, Bélgica, Bósnia e Herzegovina, Dinamarca, Finlândia, França, Geórgia, Itália, Malta, Mónaco, Montenegro, Países Baixos, Noruega, Polónia, Roménia, Portugal, São Marino, Sérvia, Eslovénia, Espanha e Suécia. A convenção entrou em vigor em 1 de Agosto de 2014. Em Junho de 2017, a convenção tinha sido ratificada por 44 países e pela União Europeia.